# Lafayette (Colorado)
Lafayette ist eine Stadt im Boulder County im US-Bundesstaat Colorado. Sie hat etwa 30.411 Einwohner (Stand: 2020). Die Stadt befindet sich bei den geographischen Koordinaten 39,99° Nord, 105,10° West. Die Fläche der Stadt beträgt 23,1 km². 

## Geschichte
Lafayette wurde 1890 von Mary Miller gegründet, die die Stadt nach ihrem verstorbenen Mann Lafayette Miller benannt hat.

## Söhne und Töchter der Stadt
- Bob Beauprez (* 1948), Politiker
- Carolyn Nason (* 1985), Fußballspielerin